# Gertrude Ricardo
Inte att blanda ihop med den brittiska iktyologen C. K. Ricardo
Gertrude K. Ricardo, född 1863, var en brittisk entomolog och taxonomist. I början av 1900-talet var hon assistent på Natural History Museum. Hon publicerade artiklar mellan i varje fall 1900 och 1920-talet.
År 1909 publicerade hon beskrivningar av fyra nya arter av bromsar (Tabanidae) från Indien och Assam tillsammans med forskaren Jacques Surcouf. Ett antal av hennes artiklar om Australiens rovflugor från åren 1912–1913 samlades i A revision of the Asilidae of Australia.